# القطايع
قرية القطايع هي إحدى القرى التابعة لمركز ديرب نجم في محافظة الشرقية في جمهورية مصر العربية. حسب إحصاءات سنة 2006، بلغ إجمالي السكان في القطايع 2829 نسمة، منهم 1392 رجل و1437 امرأة.

## التاريخ
قرية القطايع من القرى القديمة، حيث ورد اسم «القطايع» في أعمال الشرقية ضمن قرى الروك الصلاحي التي أحصاها ابن مماتي في كتاب قوانين الدواوين، كما وردت في أعمال الشرقية ضمن قرى الروك الناصري التي أحصاها ابن الجيعان في كتاب «التحفة السنية بأسماء البلاد المصرية». وفي العصر العثماني وردت في التربيع العثماني الذي أجراه الوالي العثماني سليمان باشا الخادم في عصر السلطان العثماني سليمان القانوني ضمن قرى ولاية الشرقية، وفي تاريخ 1228هـ/1813م الذي عدّ قرى مصر بعد المسح الذي قام به محمد علي باشا باسم «القطايع» ضمن قرى مديرية الدقهلية التي انتقلت تبعية القرية إليها، قبل أن تعود لاحقًا إلى محافظة الشرقية.